# Туманова-Рыжова, Нина Константиновна
Нина Константи́новна Тума́нова-Рыжо́ва ― советская российская театральная актриса, Заслуженная артистка Бурятской АССР (1982), Народная артистка Бурятской АССР (1984), Заслуженная артистка РСФСР (1989), Народная артистка Российской Федерации (1999). Актриса Государственного русского драматического театр имени Н.А. Бестужева (с 1977 года).

## Биография
Родилась 28 ноября 1945 года в рабочем посёлке Тальменка, Тальменского района, Алтайского края.
Завершив учёбу в средней школе поступила на факультет актерского мастерства Ташкентского театрально-художественного института им. А.Н. Островского, которое окончила в 1968 году. В институте занималась в классе педагога И. В. Радун.
Получив диплом, играла в Семипалатинском театре драмы имени Фёдора Достоевского, Новосибирском областном драматическом театре, Лысьвенском городском драматическом театре и Уссурийском драматическом театре.
В 1977 году переехала с семьей в Улан-Удэ, где в Русском драматическом театре имени Н.А. Бестужева служит до настоящего времени.
Постоянная участница конкурсов и концертов с чтецкими программами по произведениям Александра Пушкина, Александра Блока, Сергея Есенина, Анны Ахматовой, Марины Цветаевой, современных поэтов.
Талант и мастерство актрисы во время московских гастролей 1983 года были отмечены не только московской критикой, к Нине Константиновне пришло общественное признание. 

## Награды
- Народная артистка Российской Федерации (1999)
- Заслуженная артистка РСФСР (1989).
- Народная артистка Бурятской АССР (1983).
- Заслуженная артистка Бурятской АССР (март 1982 года).
- Республиканская премии Бурятской АССР (1981) — за исполнение роли Насти в спектакле «Разрыв-трава», поставленного по роману писателя Исая Калашникова.

## Семья
Замужем за Заслуженным артистом Российской Федерации Сергеем Григорьевичем Рыжовым, с которым познакомилась во время в Уссурийском драматическом театре в октябре 1969 года.

## Театральные роли
- Аркадина («Чайка» А.П. Чехова)
- Медея («Медея» Еврипида)
- Ханума («Проделки Ханумы» А. Цагарели)
- Надя Родионова («Мои Надежды» М. Шатрова)
- Надя («Последний срок» по В. Распутину)
- Устинья («Разрыв-трава» И. Калашникова)
- Софья («Платонов» А. Чехова)
- Наталья Гавриловна («Гнездо глухаря» В. Розова)
- Нина Куприянова («Угрюм-река» В. Шишкова)
- Валерия («Бабоньки» И. Серкова и Н. Кучера)
- Елизавета («По соседству мы живем» С. Лобозерова)
- Госпожа Пернель («Тартюф» Ж.-Б. Мольера)
- Жанет Фишер («Последний пылко влюбленный» Н. Саймона)
- Царица Мария Федоровна Нагая («Смута» А.К. Толстого)
- Голда («Поминальная молитва» Г. Горина по Шолом-Алейхему)
- Королева Елизавета («Мария Стюарт» Ф. Шиллера)
- Раневская («Вишневый сад» А. Чехова)
- Старуха («Тридцать три счастья» О. Богаева)